# Ecliptopera miyakei
Ecliptopera miyakei är en fjärilsart som beskrevs av Matsumura 1925. Ecliptopera miyakei ingår i släktet Ecliptopera och familjen mätare. Inga underarter finns listade i Catalogue of Life.